# Liste der litauischen Beobachter und Abgeordneten zum EU-Parlament (2003–2004)
Die Liste der litauischen Beobachter und Abgeordneten zum EU-Parlament (2003–2004) listet alle litauischen Mitglieder des 5. Europäischen Parlamentes auf.
Nach der Ratifizierung des Beitrittsvertrags 2003 waren Litauen und die übrigen Beitrittsstaaten der EU-Erweiterung 2004 vom EU-Parlamentspräsidenten Pat Cox dazu eingeladene Beobachter in das Parlament zu entsenden. Die Zahl der von den einzelnen Parlamenten zu ernennenden Abgeordneten entsprach der Zahl der Mitglieder des Europäischen Parlaments, auf die das betreffende Land nach dem Beitrittsvertrag Anspruch hatte, wobei die Ernennung der Abgeordneten unter angemessener Berücksichtigung der politischen Zusammensetzung des jeweiligen Parlaments erfolgte.
Nach Inkrafttreten des Beitrittsvertrags am 1. Mai 2004 wurden die Beobachter zu Abgeordneten des Parlaments. Aufgrund des späten Zeitpunkts innerhalb der Wahlperiode des EU-Parlaments wurde die Europawahl für diese Periode nicht nachgeholt, weshalb die ersten gewählten Abgeordneten Litauens erst in der 6. Wahlperiode in das Parlament kamen.

## Mandatsstärke der Parteien
- SPE: 5
- ELDR: 5
- EVP-ED: 3

| Nationale Partei                                            | Mandate | Fraktion                                                                       |
| ----------------------------------------------------------- | ------- | ------------------------------------------------------------------------------ |
| Lietuvos socialdemokratų partija (LSDP)                     | 5       | Fraktion der Sozialdemokratischen Partei Europas (SPE)                         |
| Naujoji sąjunga (NS)                                        | 2       | Fraktion der Europäischen Liberalen, Demokratischen 000und Reformpartei (ELDR) |
| Liberalų ir centro sąjunga (LiCS)                           | 2       | Fraktion der Europäischen Liberalen, Demokratischen 000und Reformpartei (ELDR) |
| Liberalų demokratų partija (LDP)                            | 1       | Fraktion der Europäischen Liberalen, Demokratischen 000und Reformpartei (ELDR) |
| Lietuvos krikščionys demokratai (LKD)                       | 1       | Fraktion der Europäischen Volkspartei und 000europäischer Demokraten (EVP-ED)  |
| Valstiečių ir Naujosios demokratijos partijų sąjunga (VNDS) | 1       | Fraktion der Europäischen Volkspartei und 000europäischer Demokraten (EVP-ED)  |
| Tėvynės Sąjunga (TS)                                        | 1       | Fraktion der Europäischen Volkspartei und 000europäischer Demokraten (EVP-ED)  |
| Gesamt                                                      | 13      |                                                                                |

## Abgeordnete
| Bild | Name                         | von            | bis           | Partei | Fraktion | Anmerkungen |
| ---- | ---------------------------- | -------------- | ------------- | ------ | -------- | ----------- |
|      | Mindaugas Bastys             | 28. April 2003 | 19. Juli 2004 | LSDP   | EVP-ED   |             |
|      | Kazys Bobelis                | 28. April 2003 | 19. Juli 2004 | LKD    | EVP-ED   |             |
|      | Gintaras Didžiokas           | 28. April 2003 | 19. Juli 2004 | VNDS   | EVP-ED   |             |
|      | Kęstutis Kriščiūnas          | 28. April 2003 | 19. Juli 2004 | LSDP   | SPE      |             |
|      | Kęstutis Kuzmickas           | 28. April 2003 | 19. Juli 2004 | NS     | ELDR     |             |
|      | Vytautas Kvietkauskas        | 28. April 2003 | 19. Juli 2004 | NS     | ELDR     |             |
|      | Vytautas Landsbergis         | 28. April 2003 | 19. Juli 2004 | TS     | EVP-ED   |             |
|      | Arminas Lydeka               | 28. April 2003 | 19. Juli 2004 | LiCS   | ELDR     |             |
|      | Eugenijus Maldeikis          | 28. April 2003 | 19. Juli 2004 | LDP    | ELDR     |             |
|      | Artur Płokszto               | 28. April 2003 | 19. Juli 2004 | LSDP   | SPE      |             |
|      | Romanas Algimantas Sedlickas | 28. April 2003 | 19. Juli 2004 | LiCS   | ELDR     |             |
|      | Antanas Valys                | 28. April 2003 | 19. Juli 2004 | LSDP   | SPE      |             |
|      | Birutė Vėsaitė               | 28. April 2003 | 19. Juli 2004 | LSDP   | SPE      |             |